# Angraecum arachnites
Angraecum arachnites Schltr., 1925 è una pianta della famiglia delle Orchidacee, endemica del Madagascar.

## Descrizione
È una piccola orchidea epifita con un lungo fusto a crescita monopodiale e piccole  foglie ovato-oblunghe, lunghe 6–20 cm e larghe 2-3,5 cm, con margine ricurvo verso il basso, di consistenza coriacea.

I fiori, molto odorosi soprattutto durante la notte, sono di colore bianco, con petali e sepali triangolari, lunghi sino a 4,5 cm, con sfumature giallo-brunastre e un labello stretto e arrotondato, lungo appena 1,5 cm, dalla base del quale si origina uno sperone nettarifero filiforme lungo 10–11 cm.

## Biologia
Si riproduce per impollinazione entomofila da parte della farfalla notturna Panogena lingens, della famiglia degli Sfingidi. La conformazione e la lunghezza della spirotromba della farfalla le consentono di raccogliere il nettare in fondo allo sperone del fiore; nel far ciò si imbratta con il polline dell'orchidea che successivamente deposita su un altro fiore.

## Distribuzione e habitat
Angraecum arachnites è un endemismo del Madagascar, presente prevalentemente al nord e sul versante centro-orientale dell'isola.
Cresce come epifita nella foresta pluviale, tra i 1380 e i 1500 m di altitudine.